# Неготино (Тверська область)
Неготино (рос. Неготино) — присілок в Калінінському районі Тверської області Російської Федерації.
Населення становить 28 осіб. Входить до складу муніципального утворення Бурашевське сільське поселення.

## Історія
Від 2005 року входить до складу муніципального утворення Бурашевське сільське поселення.

## Населення
| 1859 | 1886 | 2002 | 2010 |
| ---- | ---- | ---- | ---- |
| 68   | ↘56  | ↘35  | ↘28  |